# قاره (فیلم)
«قاره» (انگلیسی: The Continen) یک فیلم جاده‌ای کمدی محصول سال ۲۰۱۴ سینمای چین به کارگردانی هان هان است. این فیلم در ۲۴ ژوئیه ۲۰۱۴ اکران شد.
این فیلم دربارهٔ سه مرد جوان بدون تجربه زندگی است که در جزیره‌ای واقع در دریای چین شرقی زندگی می‌کنند. این سه نفر برنامه‌ای برای سفر در سراسر سرزمین اصلی چین در نظر می‌گیرند و در طول مسیر، تجربیات خود را قبل از پایان سفر خود که سرنوشت آنها را تعیین می‌کند، مستند می‌کنند.